# كيم جي وون (مخرج)
كيم جي وون (بالكورية: 김지운)‏ (ولد عام 1964) هو مخرج أفلام و‌كاتب سيناريو كوري جنوبي، ولد في سول.

## التعليم
تعلم في معهد سول للفنون.

## الأعمال

### أفلام
| السنة | الفيلم          | عمل في | عمل في        | عمل في | م.    |
| السنة | الفيلم          | أخراج  | كتابة سيناريو | منتج   | م.    |
| ----- | --------------- | ------ | ------------- | ------ | ----- |
| 1998  | العائلة الهادئة | نعم    | نعم           | لا     | [ 1 ] |
| 2003  | قصة شقيقتين     | نعم    | نعم           | لا     | [ 2 ] |
| 2005  | حياة حلوة ومرة  | نعم    | نعم           | لا     | [ 3 ] |
| 2010  | رأيت الشيطان    | نعم    | لا            | لا     | [ 4 ] |
| 2013  | الموقف الأخير   | نعم    | لا            | لا     | [ 5 ] |
| 2016  | عصر الظلال      | نعم    | لا            | نعم    | [ 6 ] |
| 2023  | بيت العنكبوت    | نعم    | لا            | لا     | [ 7 ] |

## روابط خارجية
- كيم جي وون على موقع IMDb (الإنجليزية)
- كيم جي وون على موقع ألو سيني (الفرنسية)
- كيم جي وون على موقع أول موفي (الإنجليزية)
- كيم جي وون على موقع بوكس أوفيس موجو (الإنجليزية)
- كيم جي وون على موقع قاعدة بيانات الأفلام السويدية (السويدية)
- كيم جي وون على موقع قاعدة بيانات الفيلم (الإنجليزية)
- كيم جي وون على موقع كينوبويسك (الروسية)